# ألان فاريلا
ألان فاريلا (بالإسبانية: Alan Varela)‏ هو لاعب كرة قدم أرجنتيني، ولد في 4 يوليو 2001 في La Matanza Partido ‏ في الأرجنتين.

## وصلات خارجية
- ألان فاريلا على موقع الاتحاد الأوربي (الإنجليزية)
- ألان فاريلا على موقع قاعدة بيانات كرة القدم.إي يو (الإنجليزية)
- ألان فاريلا على موقع ليكيب (الفرنسية)
- ألان فاريلا على موقع Soccerway.com (الإنجليزية)